# Fernando Lima Bello
Fernando Lima Bello (nacido el 27 de noviembre de 1931 en Santos-o-Velho y fallecido el 3 de junio de 2021 en Lisboa) fue un regatista y dirigente deportivo portugués.
Fue campeón de Portugal en las clases Star, Dragon y Sharpie; subcampeón de Europa en Star y campeón del mundo en Snipe.
Compitió en los Juegos Olímpicos de México 1968 y Múnich 1972 en la clase Dragon, ocupando los puestos 17 y 21 respectivamente.
En 1975 asumió la presidencia de la Federación Portuguesa de Vela, y entre 1981 y 1989 fue presidente del Comité Olímpico Portugués. Entre 1989 y 2009 fue miembro del Comité Olímpico Internacional y miembro honorario desde 2009 hasta su fallecimiento.
En 2011 fue galardonado con la Orden Olímpica.